# Yoshitarō Nomura
Pour les articles homonymes, voir Nomura.
Yoshitarō Nomura (野村 芳太郎, Nomura Yoshitarō), né le 23 avril 1919 à Kyoto et mort le 8 avril 2005 à Tokyo d'une pneumonie, est un réalisateur, scénariste et producteur japonais.

## Biographie
Yoshitarō Nomura est l'auteur de 89 longs métrages de genres variés (films de samouraï, polars, comédies musicales) dont Le Vase de sable (1974).
Il est le fils du réalisateur et scénariste Hōtei Nomura (1880-1934).

## Filmographie

Minoru Ōki et Seiji Miyaguchi dans Le Guet-apens (1958).

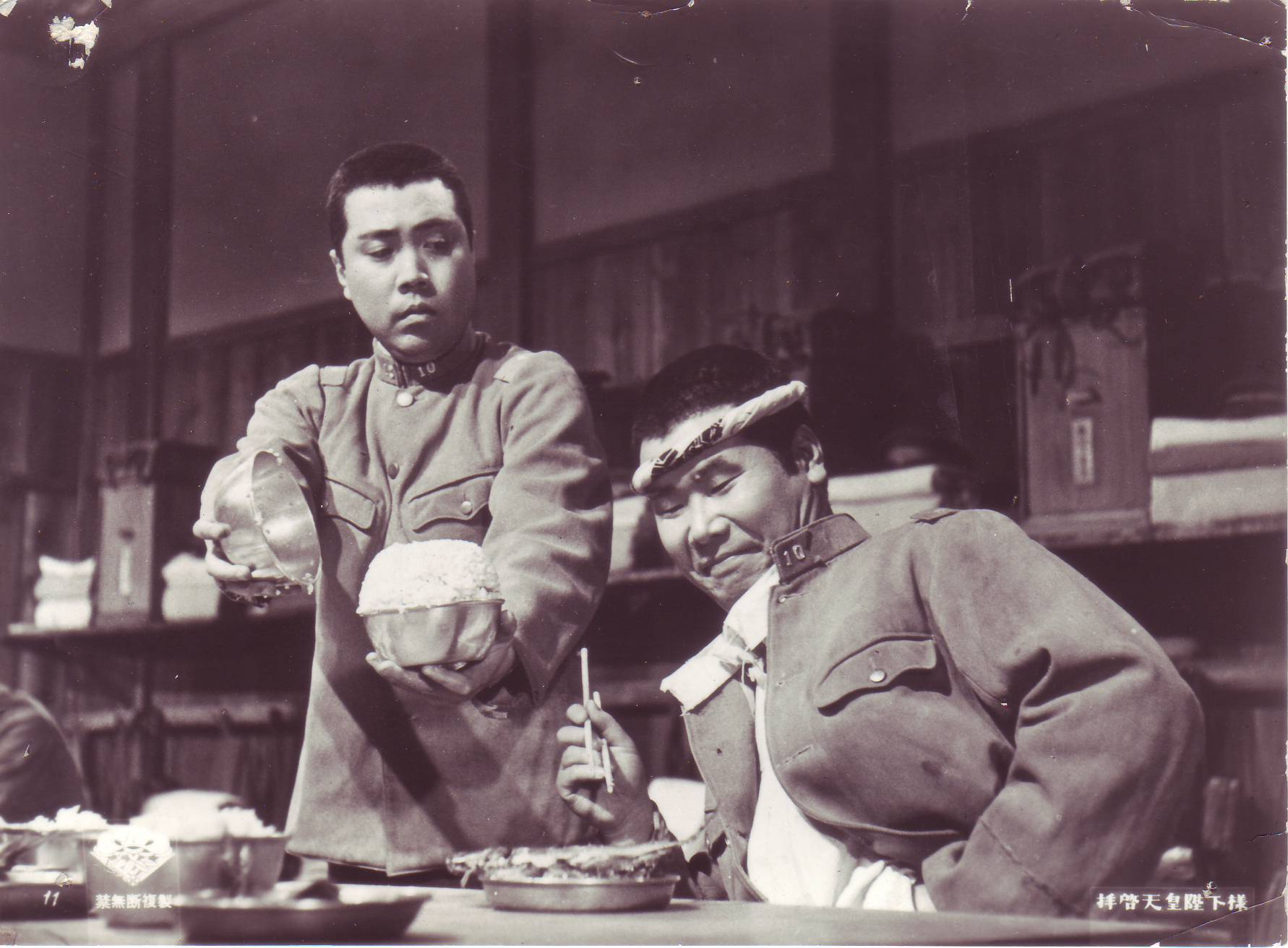
Kanbi Fujiyama et Kiyoshi Atsumi dans Sa Majesté l'empereur (1963).

### Réalisateur
La mention « +scénariste » indique que Yoshitarō Nomura est aussi auteur du scénario.

#### Années 1950
- 1952 : Hato (鳩?)
- 1952 : Haru wa kyamera ni notte (春はキャメラに乗って?)
- 1953 : Jinanbō (次男坊?)
- 1953 : Gutei kenkei (愚弟賢兄?)
- 1953 : Kinpira sensei to ojōsan (きんぴら先生とお嬢さん?)
- 1953 : Kurama Tengu: Seimen yasha (鞍馬天狗 青面夜叉?)
- 1953 : Seishun sanbagarasu (青春三羽烏?) +scénariste
- 1954 : La Danseuse d'Izu (伊豆の踊子, Izu no odoriko?)
- 1954 : Seishun romansu shito: Aozora ni owasu (青春ロマンスシート 青空に坐す?)
- 1954 : Keian suikoden (慶安水滸伝?)
- 1954 : Bikkuri gojūsantsugi (びっくり五十三次?)
- 1955 : Daigaku wa detakeredo (大学は出たけれど?)
- 1955 : Zoku otoko daigaku: Shinkon kyōshitsu (続おとこ大学 新婚教室?) +scénariste
- 1955 : Bōmeiki (亡命記?)
- 1955 : Tōkyō-Honkon mitsugetsu ryokō (東京-香港 蜜月旅行?) +scénariste
- 1955 : Hanayome wa doko ni iru (花嫁はどこにいる?) +scénariste
- 1955 : Taiyō wa hibi ni arata nari (太陽は日々新たなり?)
- 1956 : Kakubō Sanbagarasu (角帽三羽烏?) +scénariste
- 1956 : Tabigarasu itarō (旅がらす伊太郎?) +scénariste
- 1956 : Jinanbō kokyō e iku (次男坊故郷へ行く?) +scénariste
- 1956 : Hanayome boshūchū (花嫁募集中?) +scénariste
- 1956 : Koko wa shizuka nari (ここは静かなり?) +scénariste
- 1956 : Odoru matenrō (踊る摩天楼?) +scénariste
- 1957 : Jun Ban et Morishige les vidangeurs (伴淳・森繁の糞尿譚, Banjun Morishige no funnyōdan?)
- 1958 : Hanayome no onoroke (花嫁のおのろけ?)
- 1958 : Le Guet-apens (張込み, Harikomi?)[2]
- 1958 : Gekkyū 13,000-en (月給13,000円?) +scénariste
- 1958 : Modan dōchū: Sono koi mattanashi (モダン道中 その恋待ったなし?) +scénariste
- 1959 : Donto ikōze (どんと行こうぜ?) +scénariste

#### Années 1960
- 1960 : Ginza no oniichan chōsensu (銀座のお兄ちゃん挑戦す?)
- 1960 : Kiiroi sakuranbo (黄色いさくらんぼ?) +scénariste
- 1960 : Kanshōyō dansei (鑑賞用男性?)
- 1960 : Saigo no kirifuda (最後の切札?)
- 1961 : Le Foyer zéro (ゼロの焦点, Zero no shōten?)[3]
- 1961 : Koi no gashū (恋の画集?) +scénariste
- 1961 : Haitoku no mesu (背徳のメス?)
- 1962 : Haru no sanmyaku (春の山脈?) +scénariste
- 1962 : La Baie de Tokyo (左ききの狙撃者 東京湾?)
- 1962 : Ano hashi no hotori de (あの橋の畔で?) +scénariste
- 1962 : Ano hashi no hotori de: Dainibu (あの橋の畔で 第2部?) +scénariste
- 1963 : Ano hashi no hotori de: Daisanbu (あの橋の畔で 第3部?) +scénariste
- 1963 : Sa Majesté l'empereur I (拝啓天皇陛下様, Haikei Tennō heika-sama?) +scénariste
- 1963 : Ano hashi no hotori de: Kanketsu hen (あの橋の畔で 完結篇?) +scénariste
- 1964 : Sa Majesté l'empereur II (続・拝啓天皇陛下様, Zoku haikei Tennō heika-sama?) +scénariste
- 1964 : Haikei Sōri daijin-sama (拝啓総理大臣様?) +scénariste
- 1964 : Le Camélia à cinq pétales (五瓣の椿, Goben no tsubaki?)
- 1965 : Sutekina konban wa (素敵な今晩わ?) +scénariste
- 1966 : Bōkyō to okite (望郷と掟?)
- 1966 : Courant chaud (暖流, Danryū?) +scénariste
- 1966 : Ohana han (おはなはん?)
- 1966 : Ohana han: Dainibu (おはなはん 第二部?)
- 1966 : Inochi hateru hi made (命果てる日まで?)
- 1967 : Ā, kimi ga ai (あゝ君が愛?) +scénariste
- 1967 : Onnatachi no niwa (女たちの庭?)
- 1967 : Onna no isshō (女の一生?) +scénariste
- 1967 : Refuser de devenir un homme (男なら振りむくな, Otoko nara furimukuna?) +scénariste
- 1968 : Yoake no futari (夜明けの二人?) +scénariste
- 1968 : Hakuchū dōdō (白昼堂々?) +scénariste
- 1968 : Konto 55-gō to Suizenji Kiyoko no kamisama no koibito (コント55号と水前寺清子の神様の恋人?) +scénariste
- 1969 : Dekkai dekkai yarō (でっかいでっかい野郎?) +scénariste
- 1969 : Hibari: Hashi no hana to kenka (ひばり・橋の花と喧嘩?) +scénariste
- 1969 : Konto 55-gō to Suizenji Kiyoko no wan tsū panchi: Sanbyakurokujūgoho no māchi (コント55号と水前寺清子のワン・ツー・パンチ三百六十五歩のマーチ?) +scénariste
- 1969 : Chinchin 55-gō buttobase! Shuppatsu shinkō (チンチン55号ぶっ飛ばせ!! 出発進行?) +scénariste

#### Années 1970
- 1970 : L'Ombre d'une roue (影の車, Kage no kuruma?)[4]
- 1970 : Sandogasa da yo jinsei wa (三度笠だよ人生は?) +scénariste
- 1970 : Kochira 55-gō ōtō Seyo! Kiki hyappatsu (こちら55号応答せよ! 危機百発?) +scénariste
- 1970 : Nani ga nandemo Tamegorō (なにがなんでも為五郎?) +scénariste
- 1970 : Konto 55-gō to Suizenji Kiyoko no Daishōbu (コント55号水前寺清子の大勝負?) +scénariste
- 1971 : Yaruzo mite ore Tamegorō (やるぞみておれ為五郎?) +scénariste
- 1971 : Hana mo mi mo aru Tamegorō (花も実もある為五郎?) +scénariste
- 1971 : Konto 55-gō to Mīko no zettai zetsumei (コント55号とミーコの絶体絶命?) +scénariste
- 1972 : Hatsuwarai: Bikkuri bushidō (初笑いびっくり武士道?) +scénariste
- 1973 : Shina no kawa (しなの川?) +scénariste
- 1973 : Dame Oyaji (ダメおやじ?) +scénariste
- 1974 : Tōkyō domannaka (東京ド真ン中?)
- 1974 : Le Vase de sable (砂の器, Suna no utsuwa?)
- 1975 : Shōwa karesusuki (昭和枯れすすき?)
- 1977 : Yatsuhaka-mura (八つ墓村?)
- 1978 : L'Incident (事件, Jiken?)
- 1978 : L'Été du démon (鬼畜, Kichiku?)
- 1979 : Haitatsu sarenai santsu no tegami (配達されない三通の手紙?)

#### Années 1980
- 1980 : Warui yatsura (わるいやつら?)
- 1980 : Furueru shita (震える舌?)
- 1981 : Mayonaka no shōtaijō (真夜中の招待状?)
- 1982 : Giwaku (疑惑?) +scénariste
- 1983 : Meisō chizu (迷走地図?) +scénariste
- 1984 : Nezumi kozō kaitō den (ねずみ小僧怪盗伝?) +scénariste
- 1985 : Kiken na onnatachi (危険な女たち?)

### Scénariste
- 1961 : L'Étranger du premier étage (二階の他人, Nikai no tanin?) de Yōji Yamada
- 1967 : Nureta aibiki (濡れた逢びき?) de Yōichi Maeda
- 1968 : Tenshi no yūwaku (天使の誘惑?) de Yasuyoshi Tanaka
- 1972 : Jinsei gekijō - Seishun aiyoku zankyohen (人生劇場 青春篇 愛欲篇 残侠篇?) de Tai Katō
- 1973 : Hana to ryu seiun aizohen dotohen (花と龍 青雲篇 愛憎篇 怒濤篇?) de Tai Katō
- 1973 : Miyamoto Musashi (宮本武蔵?) de Tai Katō
- 1984 : Irodori-gawa (彩り河?) de Haruhiko Mimura

## Distinctions

### Récompenses
| Année | Cérémonie                                | Catégorie                                      | Film             |
| ----- | ---------------------------------------- | ---------------------------------------------- | ---------------- |
| 1954  | Blue Ribbon Awards                       | Meilleur nouveau réalisateur                   |                  |
| 1975  | Kinema Junpō Awards                      | Meilleur réalisateur japonais                  | Le Vase de sable |
| 1975  | Prix du film Mainichi                    | Meilleur film                                  | Le Vase de sable |
| 1975  | Prix du film Mainichi                    | Meilleur réalisateur                           | Le Vase de sable |
| 1975  | Festival international du film de Moscou | Diploma                                        | Le Vase de sable |
| 1979  | Nippon Akademī-shō                       | Meilleur directeur                             | L'Été du démon   |
| 1979  | Blue Ribbon Awards                       | Meilleur réalisateur                           | L'Été du démon   |
| 1979  | Blue Ribbon Awards                       | Meilleur réalisateur                           | L'Incident       |
| 1979  | Prix du film Mainichi                    | Meilleur film                                  |                  |
| 1979  | Prix du film Mainichi                    | Meilleur réalisateur                           |                  |
| 1983  | Prix du film Mainichi                    | Meilleur scénario (partagé avec Motomu Furuta) | Giwaku           |

### Nominations
| Année | Cérémonie                                | Catégorie                                      | Film                        |
| ----- | ---------------------------------------- | ---------------------------------------------- | --------------------------- |
| 1975  | Festival international du film de Moscou | Prix d'or                                      | Le Vase de sable            |
| 1981  | Nippon Akademī-shō                       | Meilleur réalisateur                           | Warui yatsura Furueru shita |
| 1983  | Nippon Akademī-shō                       | Meilleur réalisateur                           | Giwaku                      |
| 1983  | Nippon Akademī-shō                       | Meilleur scénario (partagé avec Motomu Furuta) | Giwaku                      |
| 1983  | MystFest                                 | Meilleur film                                  | Giwaku                      |